# Карцебі
Карцебі (груз. ქარცები) — село в Грузії.
За даними перепису населення 2014 року в селі проживає 110 осіб.